# Роксборо (парк штата)
Роксборо (англ. Roxborough State Park) — один из 42 парков штата Колорадо, Соединённые Штаты Америки. Он известен благодаря образованиям из красного песчаника. Расположен в округе Дуглас, в 32 километрах к югу от города Денвера. Площадь составляет 13,5 км². Парк был создан в 1975 году, а в 1980 году был признан национальной природной достопримечательностью (англ. National Natural Landmark), благодаря большому количеству геологических формаций и экологических систем. Роксборо также является государственным геологическим памятником благодаря количеству археологических объектов.

## Геология

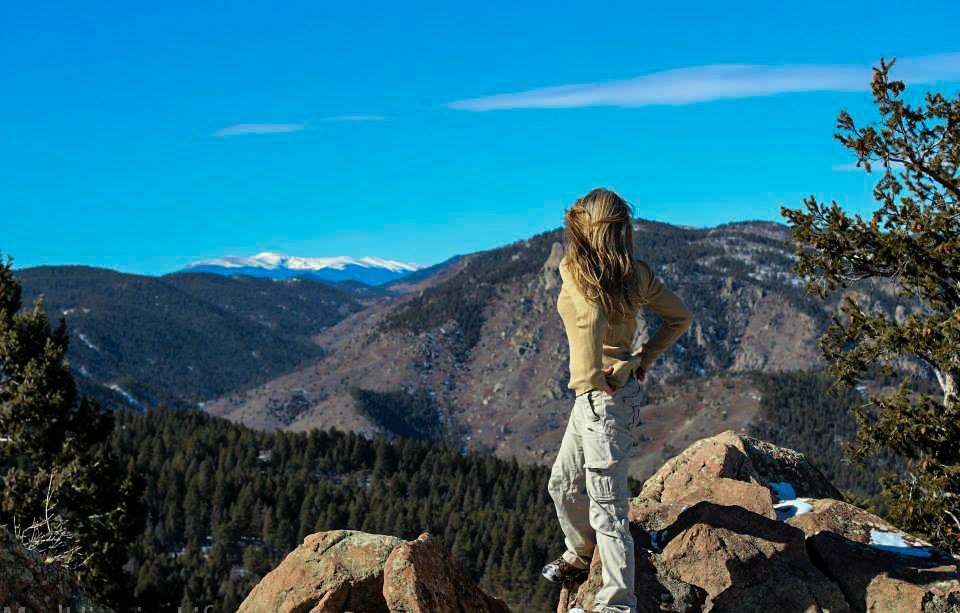
Вид с высшей точки парка, пика Карпентер

Роксборо назван природной достопримечательностью (англ. National Natural Landmark) за геологические формации красного песчаника наклонённых под углом в 60 градусов. Возраст этих формаций составляет около 300 миллионов лет. В парке встречаются отличные примеры монолитных образований и образований худу пермского, пенсильванианского (англ. pennsylvanian) и мелового периодов. Например, пик Карпентер состоит из гранита докембрийской эпохи.

## Флора и фауна
В Роксборо имеются хвойные леса (которые состоят из сосен и елей), прерии и редколесья, которые поддерживают различные формы живой природы. Есть 145 видов птиц, более 50 видов бабочек и мотыльков, 11 видов земноводных и рептилий. Из млекопитающих в парке встречаются: барибалы, койоты, олени, лисы, пумы, луговые собачки и кролики. Источники воды включают в себя несколько ручьёв. Возвышенности в диапазоне от 1800 до 2173 метров.

## Посетители
В парке есть туристический центр, в котором проводятся выставки, книжный магазин и туалеты.
Есть шесть пешеходных маршрутов, от простых до умеренных треков, которые, в свою очередь, соединяются с трекинговыми маршрутами округа Дуглас.